# Лидерс, Александр Николаевич
Граф (с 27 мая 1862)  Алекса́ндр Никола́евич [фон] Ли́дерс, Людерс (нем. Alexander von Lüders; 1790—1874) — военный и государственный деятель Российской империи, генерал-адъютант (28 июля 1849) и генерал от инфантерии (10 октября 1843), наместник в Царстве Польском (1861–1862).

## Биография

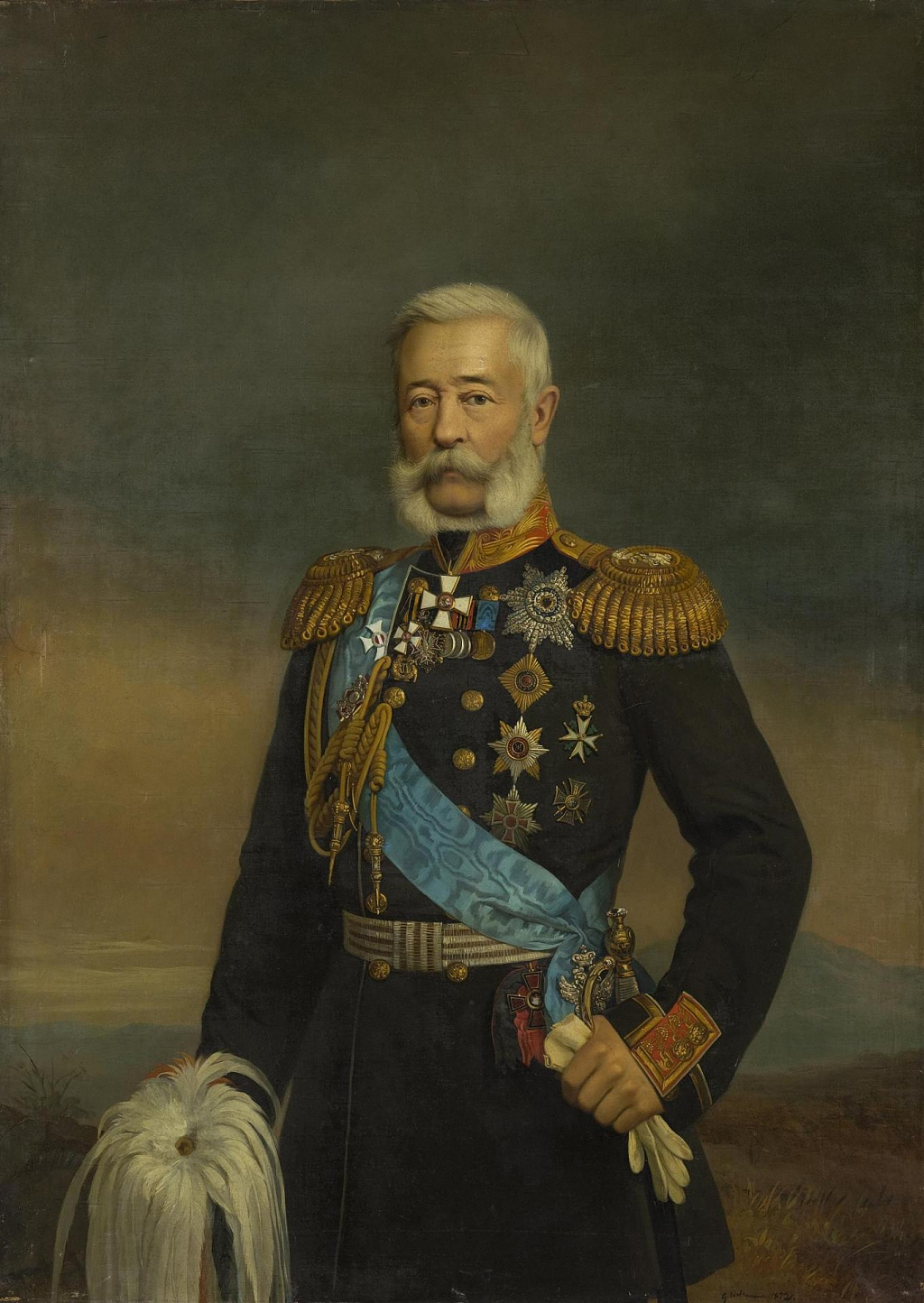
Портрет Александра Николаевича Лидерса (художник Е. И. Ботман)

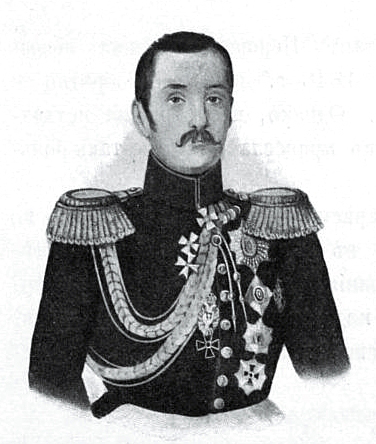
А. Н. Лидерс

Родился 25 (14) января 1790 года в дворянской семье.
Родители: отец — Николай Иванович Людерс (1760—1823, генерал-майор, шеф Охотского полка, комендант Хотина), мать — Софья Ивановна урождённая Фаскиль (?—1822).
Братья и сестра: Екатерина (1792—1864, замужем за командиром Нежинского конно-егерского полка Яковом Фёдоровичем Гордеевым), Николай (1793—1816), Георгий (1801—1816), Константин (1802—1861, генерал-майор, командир Житомирского егерского полка), Орест (1803—?).
В доме своего отца Лидерс вырос в чисто военной обстановке, среди сподвижников Суворова и других Екатерининских героев. Записанный в 1805 г. на службу в Брянский пехотный полк (с 1810 г. — 39-й егерский полк), состоявший в бригаде его отца, Лидерс первое боевое крещение получил в сражении под Аустерлицем. В следующем году Лидерс был переведён портупей-прапорщиком в Охотский полк и 24 мая 1807 г. был произведён в прапорщики а 12 марта 1809 г. — в подпоручики.
В турецкую войну 1806—1812 гг., под начальством графа Н. М. Каменского, принял участие в блокаде Силистрии, в делах под Шумлой и в штурме Рущука; за отличие под Батином награждён 30 ноября 1811 г. золотой шпагой с надписью «За храбрость».
19 июня 1811 г. произведён в поручики и переведён в Лейб-гвардии Егерский полк. В рядах этого полка он принимал участие в войнах Отечественной и был в сражениях под Смоленском, при Бородино (19 декабря награждён орденом св. Владимира 4-й степени), Тарутино, Малоярославце, Красном; за отличие в последнем сражении Лидерс вторично получил 6 ноября золотую шпагу с надписью «За храбрость».
20 января 1813 г. произведён в штабс-капитаны и в кампании 1813 года принял участие в сражениях при Лютцене и Бауцене и был награждён орденом св. Анны 2-й степени. Произведённый 26 мая в майоры, Лидерс был переведён в 4-й егерский полк, с которым находился в сражениях под крепостью Кёнигштейн и затем под Кульмом, где был ранен в правую ногу с раздроблением костей и выбыл из действующей армии.
19 апреля 1815 г. Лидерс был переведён в 57-й егерский полк, через полтора года в 28-й егерский полк, но в нём прослужил всего месяц и с середины ноября 1816 г. находился в полугодовом отпуске, по возвращении из которого 23 апреля 1818 г. получил чин подполковника.
8 января 1823 г. назначен командиром 37-го егерского полка и 26 ноября он был произведён в полковники. Во главе своего полка Лидерс принимал участие в турецкой кампании 1828—1829 гг., отличился при осаде Браилова, блокаде Шумлы и в боях при Чифлике под началом Ф. В. Ридигера. В деле при Кюстенджи он был контужен в правый бок картечью, но остался в строю. Уменье Лидерса воодушевить подчиненных, воспитать их в духе беззаветного исполнения долга характеризуется следующим эпизодом: в начале войны 1828 г. 37-й егерский полк состоял, главным образом, из новобранцев; одному из батальонов полка пришлось в первый раз быть под выстрелами в отсутствие своего полкового командира; батальон вел себя нестойко. Когда доложили об этом вернувшемуся Лидерсу, он на другой же день вывел лично очередной батальон и, выстроив фронт, продержал людей под ядрами около часа, оставаясь сам на коне перед батальоном. Убедившись, что люди стойко выносят неприятельский огонь, и потеряв убитой лошадь, Лидерс отвел батальон к месту работ и поблагодарил молодых егерей. С этих пор 37-й егерский полк приобрел почетную известность в армии. Начальник отряда граф Ридигер говаривал часто: «Где 37-й полк, там не нужно дивизии».
В начале 1829 г. Лидерсу была поручена отдельная экспедиция к селению Чалы-Малы, увенчавшаяся полным успехом. Посланный для подкрепления отряда генерала П. Я. Куприянова, осаждённого в городе Праводы армией великого визиря, 37-й егерский полк, под командованием Лидерса, бросив ранцы, пробрался в город по горной тропе, считавшейся непроходимой. После разбития великого визиря под Праводами Лидерс, в голове отряда графа Ридигера, первый со своим полком перешёл р. Камчик и овладел укреплениями селения Кеприкиой, отбив у неприятеля 4 орудия. При переходе через Балканы 37-й егерский полк отбил у сел. Кашагер турецкое знамя, участвовал в штурме гор. Айдоса, в сражении при Сливно и, вступив одним из первых в Адрианополь, остановился в г. Джезерм-Мустафа-паша, в виду Константинополя. Война эта доставила Лидерсу чин генерал-майора (6 августа 1829 г.), ордена св. Владимира 3-й степени (21 августа 1828 г., за взятие Браилова) и Святого Георгия 4-й степени (за отличие при Адрианополе), а также алмазные знаки к ордену св. Анны 2-й степени (за отличие при Кюстенджи). Вручая в Айдосе орден Святого Георгия 4-й степени, граф Ридигер сказал: «Вы двадцать раз заслужили эту награду». Под самый конец войны, 22 сентября 1829 г., Лидерс был назначен командиром 2-й бригады 19-й пехотной дивизии.
28 февраля 1831 года Лидерс был назначен командиром 1-й бригады 3-й пехотной дивизии. С нею он участвовал в разных делах польской кампании 1831 г.; под Остроленкой он начальствовал 1-й пехотной дивизией, заменив раненного её начальника генерал-майора К. Е. Мандерштерна; за это кровопролитное сражение Лидерс получил 22 августа 1831 г. орден св. Анны 1-й степени. При штурме Варшавы Лидерс, командуя колонной, направленной против Воли, овладел передовым люнетом и пятью защищавшими его орудиями и, во главе батальонов морской пехоты, ворвался первым в главное укрепление. За штурм Воли он был 18 октября 1831 г. произведён в генерал-лейтенанты, а за всю кампанию получил пенсию в 2000 рублей из инвалидного капитала и знак «Virtuti militari» 2-й степени.
По окончании польской войны Лидерс был назначен начальником штаба 2-го пехотного корпуса, а 19 сентября 1837 г. командующим 5-м пехотным корпусом. Доступность и простота в обращении Лидерса шли в разрыв с тогдашними обычаями, но приобрели ему любовь и уважение подчиненных, а работа по обучению частей 5-го корпуса велась в духе подготовки их к чисто боевой деятельности. 10 октября 1843 г. Лидерс был произведён в генералы от инфантерии.
Случай выказать свою боевую подготовку скоро представился войскам этого корпуса; в 1840 г. его 1-я дивизия отправлена была десантом на восточный берег Чёрного моря, а в конце 1843 г. двинуты были на Кавказ и остальные части, кроме кавалерии; Лидерс, несмотря на болезнь, принял начальство над войсками Северного и Нагорного Дагестана. Под его командой эти войска овладели переправой у Ахатли, покорили средний Дагестан, разбили горцев у Цудахара и взяли Гергебиль. В 1845 г., командуя Чеченским отрядом, Лидерс, под начальством князя Воронцова, участвовал в походе к Дарго.
За боевую службу на Кавказе ему пожалованы были ордена св. Александра Невского (5 августа 1844 г., алмазные знаки к этому ордену пожалованы 19 сентября 1847 г.) и св. Владимира 1-й степени (6 августа 1845 г.). В 1848 г. он был назначен командующим войсками в Дунайских княжествах, занятых по случаю возникших там революционных беспорядков, и, несмотря на щекотливость своего положения, сумел в течение более 2-х лет поддерживать наилучшие отношения с местным населением.
В 1849 г., когда русское правительство решило оказать помощь Австрии, 5-й корпус Лидерса был двинут в Трансильванию. План этого похода, представленный Лидерсом, удостоился Высочайшего одобрения до мельчайших подробностей. Во время этой войны Лидерс выказал незаурядный талант полководца, что видно из его стремления обеспечить линию действий созданием прочной базы. Вступив в Трансильванию в Кронштадте и владея, таким образом, основанием действий, он не рискнул двинуться внутрь страны к Сегешвару и Марошвашархею, а поставил себе задачей предварительно удлинить основание действий занятием Германштадта и Карлсбурга. Ему удалось только первое, так как демонстрация генерала Бема к Фогарашу вынудила Лидерса к поспешному движению внутрь страны. Блестящие действия 5-го корпуса в занятии с боя Роттентурмского ущелья, считавшегося почти непроходимым, в бою при Сегешваре с неприятелем, вдвое сильнейшим, истинно Суворовский переход к Германштадту и выигранное тотчас же после перехода сражение, покрыли Лидерса новой славой. Все части 5-го корпуса за поход в Трансильванию были осыпаны наградами, а Лидерс был пожалован 28 июля званием генерал-адъютанта и 4 августа награждён орденом Святого Георгия 2-й степени за № 68 и затем ещё получил несколько иностранных орденов.
ВЫСОЧАЙШАЯ ГРАМОТА

Командиру 5-го Пехотного Корпуса, НАШЕМУ Генерал-Адъютанту, Генералу от Инфантерии Лидерсу
В ознаменование особенной НАШЕЙ к вам признательности, за неутомимую деятельность и опытную распорядительность, оказанные вами во все продолжение настоящей войны против мятежных Венгров, и в особенности за примерный подвиг мужества и храбрости в деле 25-го Июля, при Германштадте, где вы с храбрыми войсками, под начальством вашим находившимися, усиленными переходами настигли и нанесли совершенное поражение скопищу мятежников под предводительством Бема, ВСЕМИЛОСТИВЕЙШЕ жалуем вас Кавалером Ордена Святаго Великомученика и Победоносца Георгия второй степени большого креста, знаки коего при сем препровождая, пребываем к вам ИМПЕРАТОРСКОЮ милостию навсегда благосклонны
На подлинной Собственною ЕГО ИМПЕРАТОРСКОГО ВЕЛИЧЕСТВА рукою написано: 

Н И К О Л А Й 

В Варшаве, Августа 4-го дня 1849 года
16 октября 1852 г. Лидерс получил орден Святого Андрея Первозванного. В следующем году, часть 5-го корпуса (13-я дивизия с артиллерией) была отправлена десантом на Кавказ, одна бригада 14-й дивизии осталась в Севастополе, а остальные части, под начальством Лидерса, направились к Дунаю.
По прибытии в Молдавию и Валахию, отряду Лидерса первому пришлось обменяться с неприятелем выстрелами у Сатунова, при прохождении нашей Дунайской флотилии мимо укрепления Исакчи. Через 5 месяцев отряд переправился через Дунай у Галаца; и Лидерс был 30 марта 1854 г. награждён алмазными знаками к ордену Святого Андрея Первозванного. После переправы, части 5-го корпуса быстро двинулись к Гирсову, но в дальнейшем Лидерсу пришлось играть пассивную роль, так как советы его, клонившиеся к движению вперед и овладению штурмом Силистрией, не были приняты. По отступлении от Силистрии и возвращении войск в Россию Лидерсу был поручен отряд, расположенный в южном Буджаке. Со вступлением на престол императора Александра II Лидерсу было вверено начальствование над Южной армией, задача которой заключалась в содействии всеми способами Крымской армии, и эту задачу Лидерс выполнил с полным самоотвержением. 27 декабря 1855 г. он был назначен главнокомандующим Крымской армией, причём деятельность его на этом посту состояла, главным образом, в упорядочении сильно запущенных продовольственных и госпитальных дел. По окончании войны военным министром, по Высочайшему повелению, был сделан Лидерсу запрос, не сочтет ли он возможным вступить опять в командование 5-м корпусом, то есть принять низшую против занимаемой должность. Лидерс ответил, что он считает себя обязанным исполнить во всяком случае беспрекословно волю Его Величества. Уведомляя его впоследствии о назначении главнокомандующим 2-й армией, военный министр князь Долгоруков, в виду тогдашнего затруднительного финансового положения, спросил Лидерса, не сочтет ли он возможным сократить содержание, определенное штатом по новому его званию. Лидерс ответил, что половины этого содержания для него достаточно. На это заявление последовал негласный Высочайший подарок в 30 тысяч руб.
8 сентября 1856 г. Лидерс был уволен по болезни в заграничный отпуск с отчислением от звания главнокомандующего 2-й армией, при чём удостоился Высочайшего рескрипта, а в 1857 г. был назначен шефом 58-го Прагского пехотного полка. Вернувшись из заграницы, Лидерс до 1861 г. жил частным человеком в Одессе и в своём имении в Подольской губернии. Однако в 1861 г., вследствие волнений в Польше, по Высочайшей воле, неожиданно был вызван к новой деятельности — исправлять обязанности наместника Царства Польского и главнокомандующего 1-й армией. В Варшаве весёлый, общительный Александр Николаевич пользовался расположением общества, смело гулял по городу пешком, без конвоя и вёл твердую русскую политику. Опасаясь влияния Лидерса на польское общество, варшавский архиепископ Фелинский и маркиз Велёпольский вели интригу против него в Санкт-Петербурге и добились увольнения его от должности наместника. Полагая, однако, что и в Петербурге Лидерс будет опасен, мятежники решили убить его. 15 июня 1862 г. во время прогулки в Саксонском саду Лидерс был ранен А. А. Потебней в шею. «Подлец стреляет сзади!» — крикнул ему Лидерс и, зажав рану рукой, вернулся во дворец. При увольнении с поста наместника 27 мая 1862 г. Лидерс был возведён в графское достоинство, назначен членом Государственного совета и шефом Азовского пехотного полка.
Среди прочих наград Лидерс имел ордена св. Владимира 2-й степени (17 апреля 1836 г.) и Белого Орла (16 апреля 1841 г.).
Последние годы жил в Одессе и умер там 1 февраля 1874 г., похоронен в часовне усыпальницы на приходском кладбище с. Марковцы Летичевского уезда Подольской губернии.
Лидерс был женат на своей двоюродной сестре Марии, дочери начальника 18-й пехотной дивизии генерал-лейтенанта Александра Борисовича Фока и Анны Ивановны урождённой Лидерс. У них было две дочери: Ева (1835—1843) и Надежда (1838—1895). Поскольку Лидерс не оставил мужского потомства, зятю его, полковнику Александру Александровичу Веймарну, разрешено было принять титул графа Лидерса-Веймарна.
П. К. Меньков дает следующую характеристику Александра Николаевича: «Что-то непонятно привлекательное было во всем существе Лидерса. Всегда спокойный, всегда и со всеми вежливый, Лидерс приобрёл себе общую любовь всех, от генерала до солдата». Многие обвиняли Лидерса в излишней привязанности к родственникам, командовавшим в его корпусе различными частями, и в любви к женщинам. Но этих родственников Меньков называет «порядочными людьми», а женщины «не мешали Лидерсу любить солдата и вести его в бой». Высоко о военных способностях отзывался М. Я. Ольшевский, служивший с ним на Кавказе. Историк кавказских походов Б. М. Колюбакин, напротив, скептически оценивает Александра Николаевича, и считает Лидерса одним из виновников провала Даргинской экспедиции, как человека незнакомого с Кавказом и не умевшего воевать в горах.

## Награды
Российские:
- Золотая шпага с надписью «За храбрость» (30.11.1811)
- Золотая шпага с надписью «За храбрость» (06.11.1812)
- Орден Святого Владимира 4-й степени с бантом (19.12.1812)
- Орден Святой Анны 2-й степени (15.09.1813)
- Орден Святого Владимира 3-й степени (21.08.1828)
- Алмазные знаки к ордену Святой Анны 2-й степени (04.03.1829)
- Орден Святого Георгия 4-й степени (01.01.1830)
- Орден Святой Анны 1-й степени (22.08.1831)
- Знак отличия за военное достоинство 2-й степени (1831)
- Орден Святого Владимира 2-й степени (17.04.1836)
- Орден Белого орла (17.04.1841)
- Орден Святого Александра Невского (05.08.1844)
- Орден Святого Владимира 1-й степени (06.08.1845)
- Алмазные знаки к ордену Святого Александра Невского (19.09.1847)
- Орден Святого Георгия 2-й степени (04.08.1849)
- Орден Святого апостола Андрея Первозванного (16.10.1852)
- Алмазные знаки к ордену Святого апостола Андрея Первозванного (30.03.1854)
- Знак отличия «За XLV лет беспорочной службы» (1857)

Иностранные:
- Австрийский Орден Леопольда, большой крест (1849)
- Австрийский Военный орден Марии Терезии 2-й степени (1849)
- Нидерландский Военный орден Вильгельма 2-й степени (1849)
- Табакерка с портретом австрийского императора Франца-Иосифа I (1850)